# Nicétas le Perse
Nicétas est un officier byzantin du VIIe siècle. Il est le fils et l'héritier de Schahr-Barâz, un général sassanide qui est brièvement shah.

## Biographie
Nicétas est le fils de Schahr-Barâz, un célèbre général perse qui a dirigé les armées sassanides en Syrie, en Anatolie et en Égypte lors de la guerre perso-byzantine de 602-628. Après la fin de la guerre, Schahr-Barâz garde le contrôle de l'Égypte et du Levant jusqu'au début de 629, date à laquelle il doit les rendre à l'empereur byzantin Héraclius en échange de son soutien pour l'accession au trône perse. Pour conclure ce pacte, Nicétas, qui a été reconnu par Héraclius comme l'héritier de Schahr-Barâz, obtient des Byzantins le rang de patrice tandis que sa sœur est mariée à Théodosios, l'un des fils d'Héraclius. Nicétas et l'un de ses frères viennent alors vivre à la cour byzantine, dans une situation proche de celle d'otages. Comme preuve de leur alliance, lors de l'été ou de l'automne 629, Nicétas retourne les reliques chrétiennes de la Sainte-Lance et de la Sainte Éponge à Héraclius depuis Jérusalem, alors qu'elles sont encore aux mains des troupes de Schahr-Barâz. Il est probable que c'est à ce moment que Nicétas se convertit au christianisme. En tant qu'héritier de son père, cet événement ouvre la perspective d'une christianisation de la Perse si Schahr-Barâz parvient à se maintenir au pouvoir.
Après le meurtre de son père, Nicétas reste au service des Byzantins. Il réapparaît en 636 quand il fait partie des nombreux généraux byzantins présents lors de la bataille du Yarmouk contre les Musulmans, même si son rôle exact dans cette bataille est inconnu. Si sa loyauté envers les Byzantins est parfois mise en doute, il ne semble pas avoir de responsabilités dans la défaite ni de mauvaises relations avec les généraux Vahan et Théodore Trithyrius. Il survit au désastre byzantin et fuit vers Émèse où il est contacté par le calife Omar ibn al-Khattâb. Nicétas lui aurait offert son aide dans la conquête de la Perse mais Omar, ne lui faisant pas confiance, le fait exécuter.